# Moghults naturreservat
Moghult är ett naturreservat i Tranemo kommun i Västra Götalands län.
Området är skyddat sedan 1955 och är 4 hektar stort. Det är beläget öster om Tranemo mellan Nittorp och Grimsås. Reservatet består av två områden med gammal skog.

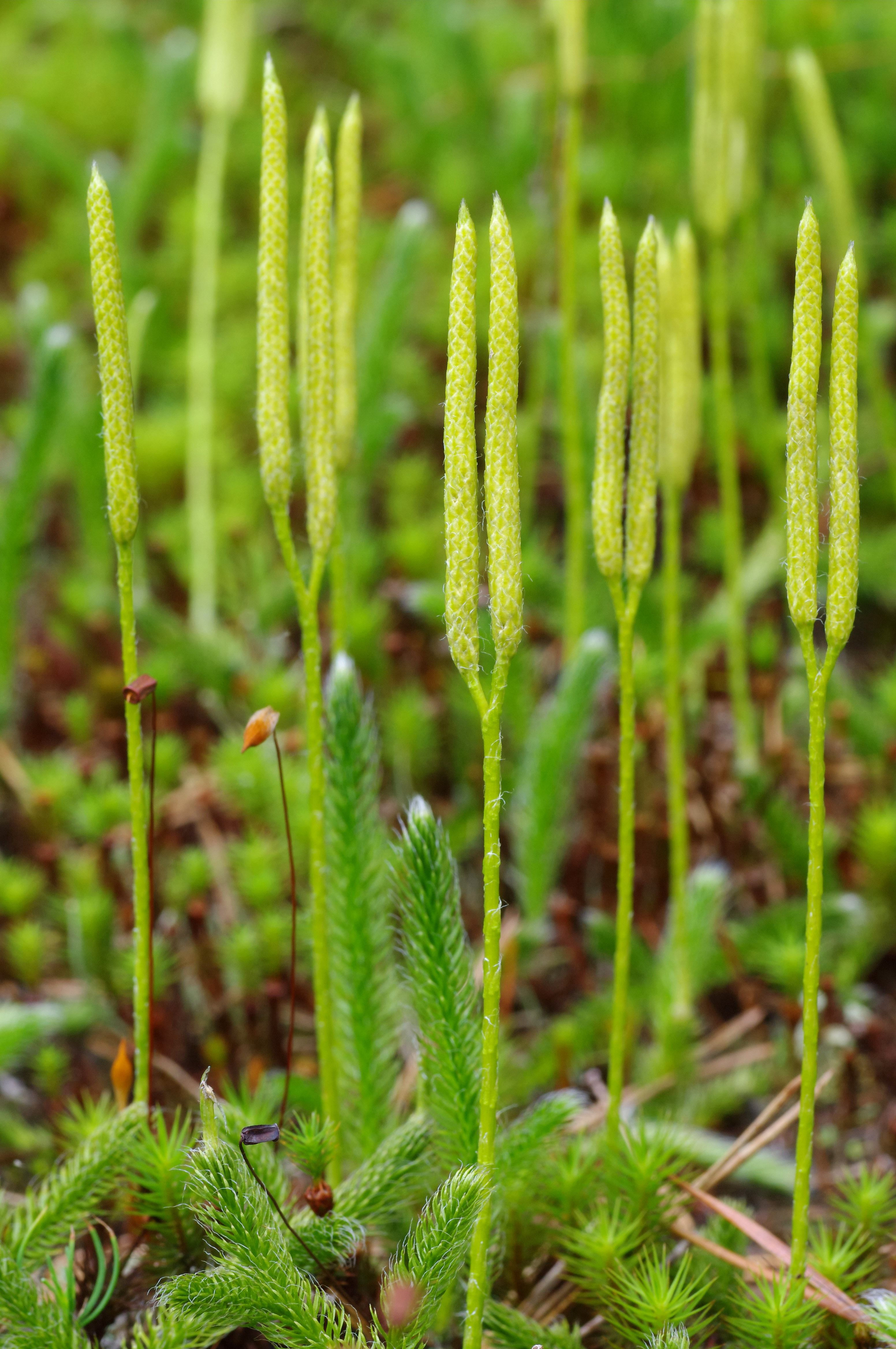
Mattlummer

Det ena området ligger som en ö omgiven av kärr- och mossmarker. Det andra består av sumpskog. Båda områdena består av skog med mycket gamla granar och tallar. 
Kol- och sotrester under mosstäcket vittnar om gångna tiders tjärbränning. Den upphörde omkring 1830. 
Marken täcks på flera håll av mjuka lav- och mossmattor. Där finns kuddar av falsk vitmossa. Där växer orkidén knärot, mattlummer och myrlilja. 
Reservatet förvaltas av Västkuststiftelsen.